# 第40回ダヴィッド・ディ・ドナテッロ賞
第40回ダヴィッド・ディ・ドナテッロ賞（だい40かいダヴィッド・ディ・ドナテッロしょう）の授賞式は、1995年6月3日にローマで行われた。

## 受賞とノミネート一覧
太字が受賞者。

### 作品賞
- La scuola（監督：ダニエーレ・ルケッティ）
- 愛に戸惑って L'amore molesto（監督：マリオ・マルトーネ）
- イル・ポスティーノ Il postino（監督：マイケル・ラドフォード）

### 監督賞
- マリオ・マルトーネ（『愛に戸惑って』）
- ジャンニ・アメリオ（『Lamerica』）
- アレッサンドロ・ダラートリ（『アパッショナート』）

### 新人監督賞
- パオロ・ヴィルズィ（『La bella vita』）
- サンドロ・バルドーニ（『Strane storie』）
- アルベルト・シモーネ（『Colpo di luna』）

### 脚本賞
- アレッサンドロ・ダラトリ（『アパッショナート』）
- ルイジ・マーニ、カーラ・ビスタリーニ（『Nemici d'infanzia』）
- アレッサンドロ・ベンヴェヌーティ、ウーゴ・キーティ、ニコラ・ザヴァーリ（『Belle al bar』）

### プロデューサー賞
- ピエトロ・ヴァルセッキ（『Un eroe borghese』）
- アンジェロ・クルティ、アンドレア・オッキピンティ、カーミット・スミス（『愛に戸惑って』）
- エルダ・フェッリ（『Sostiene Pereira』）
- マルコ・ポッチョーニ、マルコ・ヴァルサニア（『アパッショナート』）

### 主演女優賞
- アンナ・ボナイウート（『愛に戸惑って』）
- サブリナ・フェリッリ（『La bella vita』）
- アンナ・ガリエーナ（『アパッショナート』）

### 主演男優賞
- マルチェロ・マストロヤンニ（『Sostiene Pereira』）
- ファブリツィオ・ベンティヴォリオ（『Un eroe borghese』）
- マッシモ・トロイージ（『イル・ポスティーノ』）

### 助演女優賞
- アンジェラ・ルーチェ（『愛に戸惑って』）
- ヴィルナ・リージ（『王妃マルゴ』）
- オッタヴィア・ピッコロ（『Biondi』）

### 助演男優賞
- ジャンカルロ・ジャンニーニ（『Come due coccodrilli』）
- ロベルト・チトラン（『Il toro』）
- フィリップ・ノワレ（『イル・ポスティーノ』）

### 撮影監督賞
- ルカ・ビガッツィ（『Lamerica』）
- ルカ・ビガッツィ（『愛に戸惑って』）
- フランコ・ディ・ジャコモ（『Lamerica』）

### 作曲賞
- フランコ・ピエルサンティ（『Lamerica』）
- ルイス・バカロフ（『Lamerica』）
- ピノ・ドナッジオ（『Un eroe borghese』）

### 美術賞
- アンドレア・クリザンティ（『Una pura formalità』）
- ジャンティート・ブルキエッラーロ（『Sostiene Pereira』）
- ジャンニ・クアランタ（『カストラート』）

### 衣装デザイン賞
- オルガ・ベルルーティ（『カストラート』）
- エリザベッタ・ベラルド（『Sostiene Pereira』）
- モイデル・ビッケル（『王妃マルゴ』）

### 編集賞
- ロベルト・ペルピニャーニ（『イル・ポスティーノ』）
- ルッジェロ・マストロヤンニ（『Sostiene Pereira』）
- シモーナ・パッジ（『Lamerica』）
- ヤコポ・クアドリ（『愛に戸惑って』）

### 録音賞
- アレッサンドロ・ザノン（『Lamerica』）
- マリオ・イアクオーネ、ダーギ・ロンダニーニ（『愛に戸惑って』）
- トゥッリオ・モルガンティ（『アパッショナート』）

### 外国映画賞
- パルプ・フィクション（監督：クエンティン・タランティーノ）
- フォレスト・ガンプ／一期一会（監督：ロバート・ゼメキス）
- 太陽に灼かれて（監督：ニキータ・ミハルコフ）

### 外国人女優賞
- ジョディ・フォスター（『ネル』）
- アンディ・マクダウェル（『フォー・ウェディング』）
- ユマ・サーマン（『パルプ・フィクション』）

### 外国人男優賞
- ジョン・トラボルタ（『パルプ・フィクション』）
- ヒュー・グラント（『フォー・ウェディング』）
- トム・ハンクス（『フォレストガンプ』）

### ダヴィッド・ルキノ・ヴィスコンティ賞
- プーピ・アヴァーティ

### ダヴィッド特別賞
- ミルチョ・マンチェフスキ（『ビフォア・ザ・レイン』）。
- ミケーレ・プラチド（『Un eroe borghese』）
- ヴィットリオ・チェッキ・ゴーリ
- アウレリオ・デ・ラウレンティス